# پل تلخاب
پل تلخاب مربوط به دوره ساسانیان است و در شهرستان پل‌دختر، بخش مرکزی، دهستان جلوگیر، ۵۰۰ متری غرب روستای برج کبود واقع شده و این اثر در تاریخ ۲۸ اسفند ۱۳۸۵ با شمارهٔ ثبت ۱۸۴۷۱ به‌عنوان یکی از آثار ملی ایران به ثبت رسیده است.